# 山下秀樹
山下 秀樹（やました ひでき、1943年3月 - 2025年7月7日）は、株式会社集英社会長。静岡県出身。

## 経歴
- 1966年 - 東京外国語大学卒、集英社入社
  - 『明星』編集部に配属される[3]
- 1996年 - 取締役
- 2000年 - 常務取締役
- 2004年 - 専務取締役
- 2005年8月 - 代表取締役
- 2011年8月 - 会長[4]